# Riu Alagón
El riu Alagón és un riu d'Espanya, l'afluent més llarg del riu Tajo d'entre els situats a la conca espanyola.
Neix a la Sierra de Peña de Francia, a prop de Salamanca, travessa les comunitats autònomes de Castella i Lleó i Extremadura i desemboca a la riva dreta del riu Tajo prop d'Alcántara, (Càceres). En el seu curs passa per les poblacions de Còria, Garcibuey, Ceclavín i Montehermoso i els seus afluents són els rius: riu Francia, riu Sangusín, riu Cuerpo de Hombre, riu La Palla, riu de los Ángeles, riu Ambroz, riu Jerte i el riu Árrago.
Tallant el desnivell entre ambdues Mesetes, flueix entre esquistos d'escassa vegetació i argiles fèrtils (Vega de Coria); el curs alt és aprofitat per al regadiu i l'energia elèctrica (compta amb els embassaments de Gabriel y Galán i de Valdeobispo). Té un cabal de 49,59 m³/s (a Alcántara) i el seu règim és pluvionival oceànic amb influència mediterrània.